# AS Pontoise-Cergy TT
Actualités
L'Association sportive de Pontoise-Cergy Tennis de table (couramment abrégé en AS Pontoise-Cergy TT ou ASPCTT) est un club de tennis de table français basé à Pontoise. Pontoise fut l’un des sept clubs fondateurs de la Fédération française de tennis de table (FFTT) en 1927, sous le nom de l’US Pontoisienne.

## Histoire du club
L'équipe première masculine accéda à la Superdivision en 93/94 après avoir obtenu le titre de Champion de Nationale 1 (actuel Pro B). Ils termineront leurs deux années dans l'élite nationale à chaque fois à la 3e place. Un changement de politique sportive de la municipalité de Pontoise contraint le club à dissoudre l'équipe masculine.
Repartant en Nationale 3, l'équipe fanion regrimpe petit à petit les échelons nationaux pour finir Championne de Pro B en 2004. La section masculine évolue depuis ce jour en Pro A. Demi-finaliste de l'ETTU Cup en 2006, le club atteint les quarts de finale de la Ligue des Champions la saison suivante. Depuis juin 2007, la présidente du club est Louise Adam. 
En mai 2009, les pongistes signent la plus grande performance de l'histoire du club en terminant vice-champion de France derrière la GV Hennebont. Ils récidivent l'année suivante, battus cette fois-ci par Levallois. En 2011, le club atteint pour la deuxième fois de son histoire les demi-finale de l'ETTU Cup mais échoue encore à cause de l'absence de son leader Adrien Mattenet face à Chartres, futur vainqueur de l'épreuve. 
Comme quatre ans auparavant, le club passe la phase de poules de la Ligue des Champions l'année suivante pour la deuxième fois de son histoire après une dernière victoire sur Ochsenhausen. Ils ne pourront rien faire face à Orenbourg, futur vainqueur de l'épreuve.
L'arrivée en septembre 2012 du chinois Jian Jun Wang en provenance de La Villette Charleroi donne une nouvelle dimension au club de la préfecture et devient un sérieux outsiders pour le titre. À égalité de points avec une seule défaite concédée à l'issue de la phase aller avec Chartres, Le club termine premier de son groupe au set-average après un succès d'anthologie dans la salle du TTSC UMMC Ekaterinbourg pour les quarts de finale de la Ligue des champions d'extrême justesse pour la deuxième année de son histoire. Le club va même plus loin en se qualifiant pour la première fois en demi-finale aux dépens de Niederrostereich. Les Franciliens, premiers de l'histoire à ce stade de la compétition ne peuvent rien faire face aux tenants russes d'Orenbourg, sèchement éliminés (3-0 ; 3-0). L'ASPCTT craque même en championnat en s'inclinant 1-4 à domicile face à Chartres mais sauve sa saison en terminant pour la troisième fois de son histoire vice-champion de France trois ans plus tard.
Lors de la saison 2013-2014, Pontoise ne peut faire mieux qu'une nouvelle deuxième place en Championnat à la suite d'une défaite cruciale contre La Romagne à l'avant-dernière journée qui sacre pour la troisième fois Chartres. En Ligue des Champions, le club du Val-d'Oise termine premier de sa poule encore devant Ekaterinbourg, champion de Russie en titre. Ils réussissent l'exploit de remonter une défaite 3-0 (9 sets à 5) contre le Werder Brême, champion d'Allemagne en titre, en quart de finale retour grâce à un succès 3-0 (9 sets à 2) et se qualifient pour la deuxième année consécutive en demi-finale. Ils rencontrent la Vaillante Angers pour la première demi-finale 100% française de l'histoire, garantissant au ping français une première finale en Ligue des Champions à l'un des deux clubs. En favori, Pontoise élimine Angers 3-0 et se qualifie pour la première fois de son histoire en finale d'une Coupe d'Europe après les échecs de 2007, 2011 en ETTU Cup et ceux des deux dernières saisons en Ligue des Champions. Défiant Orenbourg en finale, l'AS Pontoise-Cergy remporte à la surprise générale la Ligue des Champions en 2014 grâce à un set décisif remporté par la révélation Kristian Karlsson. Il s'agit du premier titre majeur pour l'ASPCTT, 15 ans après la victoire de Caen qui figurait déjà un certain Peter Franz. 
Lors de la saison 2014-2015, l'équipe perd la couronne européenne en quarts de finale contre le Borussia Düsseldorf mais se console en remportant enfin le titre national pour la première fois de son histoire. Les franciliens conservent une nouvelle fois le titre en 2016 et devient le premier club français de l'histoire à réaliser le doublé en remportant la Ligue des Champions au set-average contre les Suédois d'Eslövs AI,

## Joueurs célèbres passés par le club
- Mattias Falck (Karlsson)

## Effectif Pro A 2018-2019
- Mattias Falck (Karlsson) : n°15 mondial
- Can Akkuzu : no 73 mondial
- Tristan Flore : n°139 mondial
- Patrick Baum : n°334 mondial

mis jour le 03/03/2019
Coach : Christian Adam 
Manager général : Christian Adam 

## Palmarès
- Ligue des Champions (2) :
  - Vainqueur : 2014 et 2016
  - Demi-finaliste : 2013
- ETTU Cup (1) :
  - Vainqueur : 2021
  - Demi-finaliste : 2006, 2011, 2024
- Championnat de France de Première Division (3) :
  - Vainqueur : 2015, 2016, 2024
  - Vice-Champion : 2009, 2010, 2013, 2014
  - Troisième : 1994, 1995, 2017, 2019
- Championnat de France de Deuxième Division (2) :
  - Champion en 1993 (Nationale 1) et 2004 (Pro B)
- Classement européen des clubs de tennis de table[5] : au 17 mai 2024 : 5e.

## Bilan saison par saison
| Saison    | Championnat   | Cl            | Pts | J  | V  | N | D | Pp | Pc | Diff | Coupe d'Europe                                       |
| --------- | ------------- | ------------- | --- | -- | -- | - | - | -- | -- | ---- | ---------------------------------------------------- |
| 2017-2018 | Pro A         | 5e            | 37  | 18 | 9  | 0 | 9 | 37 | 33 | +4   | Quart de finaliste ETTU Cup                          |
| 2016-2017 | Pro A         | 3e            | 43  | 18 | 12 | 0 | 6 | 43 | 25 | +18  | Demi-finaliste de la Ligue des Champions             |
| 2015-2016 | Pro A         | Champion      | 49  | 18 | 15 | 1 | 2 | 67 | 32 | +35  | Vainqueur de la Ligue des Champions                  |
| 2014-2015 | Pro A         | Champion      | 48  | 18 | 14 | 2 | 2 | 65 | 27 | +38  | Quart de finaliste de la Ligue des Champions         |
| 2013-2014 | Pro A         | Vice-Champion | 48  | 18 | 13 | 4 | 1 | 66 | 25 | +41  | Vainqueur de la Ligue des Champions                  |
| 2012-2013 | Pro A         | Vice-Champion | 47  | 18 | 14 | 1 | 3 | 63 | 27 | +36  | Demi-finaliste de la Ligue des Champions             |
| 2011-2012 | Pro A         | 6e            | 35  | 18 | 6  | 5 | 7 | 45 | 48 | -3   | Quart de finaliste de la Ligue des Champions         |
| 2010-2011 | Pro A         | 4e            | 39  | 18 | 7  | 7 | 4 | 55 | 43 | +12  | Demi-finaliste de l'ETTU Cup (reversé de l'ECL)      |
| 2009-2010 | Pro A         | Vice-champion | 45  | 18 | 12 | 3 | 3 | 61 | 35 | +26  | Éliminé en phase de poules de la Ligue des Champions |
| 2008-2009 | Pro A         | Vice-champion | 40  | 18 | 10 | 2 | 6 | 53 | 43 | +10  | Éliminé en phase de poules de la Ligue des Champions |
| 2007-2008 | Pro A         | 5e            | 35  | 18 | 7  | 3 | 8 | 41 | 47 | -6   | Éliminé en phase de poules de la Ligue des Champions |
| 2006-2007 | Pro A         | 4e            | 37  | 18 | 8  | 3 | 7 | 48 | 39 | +9   | Quart de finaliste de la Ligue des Champions         |
| 2005-2006 | Pro A         | 4e            | 39  | 18 | 8  | 5 | 5 | 54 | 46 | +8   | Demi-finaliste de l'ETTU Cup                         |
| 2004-2005 | Pro A         | 5e            | 41  | 18 | 10 | 3 | 5 | -  | -  | -    | Non-Qualifié                                         |
| 2003-2004 | Pro B         | Champion      | 38  | 14 | 12 | 0 | 2 | 51 | 18 | +33  | Non-Qualifié                                         |
| 1994-1995 | Superdivision | 3e            | -   | -  | -  | - | - | -  | -  | -    | 8e de finale de la Coupe d'Europe Nancy-Evans        |
| 1993-1994 | Superdivision | 3e            | -   | -  | -  | - | - | -  | -  | -    | Non-Qualifié                                         |